# Relazioni bilaterali tra Canada e Paesi Bassi
Le relazioni bilaterali tra Canada e Paesi Bassi hanno un rapporto speciale derivante dalle azioni militari svolte durante la Seconda Guerra Mondiale. In tale contesto, le forze armate canadesi guidarono la liberazione dei Paesi Bassi e ospitarono la famiglia reale olandese in esilio. La relazione speciale è ancora visibile oggi, con il governo canadese che descrive i Paesi Bassi come "uno dei partner commerciali, di investimento e di innovazione e di maggiore significato del Canada". In parte, la Festa dei Tulipani Canadese commemora ancora questa relazione. Nel 2019, la Giornata del patrimonio olandese è stata proclamata il 5 maggio di ogni anno in Canada; in coincidenza con la Giornata della Liberazione nei Paesi Bassi.